# Курбера-да-Любрагат
Курбе́ра-да-Любрага́т (кат. Corbera de Llobregat, вимова літературною каталанською [kuɾβéɾə də ʎubɾə'ɣat]) - муніципалітет, розташований в Автономній області Каталонія, в Іспанії. Код муніципалітету за номенклатурою Інституту статистики Каталонії - 80728. Знаходиться у районі (кумарці) Баш-Любрагат (коди району - 11 та BT) провінції Барселона, згідно з новою адміністративною реформою перебуватиме у складі баґарії (округи) Барселона. 

## Назва муніципалітету
Назва муніципалітету походить від лат. corvaria - "гніздо круків" або лат. curvaria - "горбата гора", що походить від іберійського дороманського *karb- "гора". У середньовіччі фіксувалася форма rocha Corbaria (1142 р.). Слово Llobregat (назва річки) походить від лат. Rubricatu, що, можливо, у свою чергу походить з баскійської мови.

## Населення
Населення міста (у 2007 р.) становить 13.133 особи (з них менше 14 років - 18,1%, від 15 до 64 - 71,4%, понад 65 років - 10,5%). У 2006 р. народжуваність склала 188 осіб, смертність - 88 осіб, зареєстровано 59 шлюбів. У 2001 р. активне населення становило 4.953 особи, з них безробітних - 423 особи.

Серед осіб, які проживали на території міста у 2001 р., 7.075 народилися в Каталонії (з них 1.851 особа у тому самому районі, або кумарці), 2.032 особи приїхали з інших областей Іспанії, а 503 особи приїхали з-за кордону. 

Вищу освіту має 14,8% усього населення. 

У 2001 р. нараховувалося 3.285 домогосподарств (з них 16,2% складалися з однієї особи, 27% з двох осіб,25,1% з 3 осіб, 21,4% з 4 осіб, 7,5% з 5 осіб, 2,1% з 6 осіб, 0,5% з 7 осіб, 0,2% з 8 осіб і 0,2% з 9 і більше осіб).

Активне населення міста у 2001 р. працювало у таких сферах діяльності : у сільському господарстві - 0,8%, у промисловості - 24,4%, на будівництві - 11,6% і у сфері обслуговування - 63,2%. 

 У муніципалітеті або у власному районі (кумарці) працює 2.289 осіб, поза районом - 3.121 особа.

### Доходи населення
У 2002 р. доходи населення розподілялися таким чином :
| \| Доходи населення за статтями доходів \| Доходи населення за статтями доходів \| Доходи населення за статтями доходів \| \| Рік \| 2002 р. \| 2001 р. \| \| ------------------------------------ \| ------------------------------------ \| ------------------------------------ \| \| Заробітна платня \| 60,2% \| 62,5% \| \| Доходи від ведення бізнесу \| 30,7% \| 29,1% \| \| Соціальна допомога \| 9,1% \| 8,4% \| |         |         |
| Доходи населення за статтями доходів |         |         |
| Рік | 2002 р. | 2001 р. |
| Заробітна платня | 60,2%   | 62,5%   |
| Доходи від ведення бізнесу | 30,7%   | 29,1%   |
| Соціальна допомога | 9,1%    | 8,4%    |

### Безробіття
У 2007 р. нараховувалося 365 безробітних (у 2006 р. - 403 безробітних), з них чоловіки становили 37%, а жінки - 63%.

## Економіка
У 1996 р. валовий внутрішній продукт розподілявся по сферах діяльності таким чином :
| \| Валовий внутрішній продукт \| Валовий внутрішній продукт \| Валовий внутрішній продукт \| \| Рік \| 1996 р. \| 1991 р. \| \| -------------------------- \| -------------------------- \| -------------------------- \| \| Сільське господарство \| 0,1% \| 0% \| \| Промисловість \| 34,7% \| 0% \| \| Будівництво \| 11,3% \| 0% \| \| Послуги \| 53,9% \| 0% \| |         |         |
| Валовий внутрішній продукт |         |         |
| Рік | 1996 р. | 1991 р. |
| Сільське господарство | 0,1%    | 0%      |
| Промисловість | 34,7%   | 0%      |
| Будівництво | 11,3%   | 0%      |
| Послуги | 53,9%   | 0%      |

### Підприємства міста

#### Промислові підприємства
| \| Промислові підприємства міста, за сферою діяльності \| Промислові підприємства міста, за сферою діяльності \| Промислові підприємства міста, за сферою діяльності \| \| Рік \| 2002 р. \| 2001 р. \| \| --------------------------------------------------- \| --------------------------------------------------- \| --------------------------------------------------- \| \| Енергетичні та водні ресурси \| 6,2% \| 6,1% \| \| Хімія та метали \| 8,3% \| 8,2% \| \| Переробка металів \| 35,4% \| 38,8% \| \| Продукти харчування \| 6,2% \| 4,1% \| \| Текстиль \| 16,7% \| 18,4% \| \| Виробництво меблів, видання \| 20,8% \| 18,4% \| \| Інше \| 6,2% \| 6,1% \| \| Усього підприємств \| 48 \| 49 \| |         |         |
| Промислові підприємства міста, за сферою діяльності |         |         |
| Рік | 2002 р. | 2001 р. |
| Енергетичні та водні ресурси | 6,2%    | 6,1%    |
| Хімія та метали | 8,3%    | 8,2%    |
| Переробка металів | 35,4%   | 38,8%   |
| Продукти харчування | 6,2%    | 4,1%    |
| Текстиль | 16,7%   | 18,4%   |
| Виробництво меблів, видання | 20,8%   | 18,4%   |
| Інше | 6,2%    | 6,1%    |
| Усього підприємств | 48      | 49      |

#### Роздрібна торгівля
| \| Підприємства роздрібної торгівлі міста, за сферою діяльності \| Підприємства роздрібної торгівлі міста, за сферою діяльності \| Підприємства роздрібної торгівлі міста, за сферою діяльності \| \| Рік \| 2002 р. \| 2001 р. \| \| ------------------------------------------------------------ \| ------------------------------------------------------------ \| ------------------------------------------------------------ \| \| Продукти харчування \| 34,5% \| 36,5% \| \| Одяг та взуття \| 14,2% \| 15,4% \| \| Товари для дому \| 15% \| 12,5% \| \| Книги та періодичні видання \| 4,4% \| 3,8% \| \| Промислова хімічна продукція \| 9,7% \| 8,7% \| \| Продукція, пов'язана з транспортними засобами \| 3,5% \| 3,8% \| \| Інше \| 18,6% \| 19,2% \| \| Усього підприємств \| 113 \| 104 \| |         |         |
| Підприємства роздрібної торгівлі міста, за сферою діяльності |         |         |
| Рік | 2002 р. | 2001 р. |
| Продукти харчування | 34,5%   | 36,5%   |
| Одяг та взуття | 14,2%   | 15,4%   |
| Товари для дому | 15%     | 12,5%   |
| Книги та періодичні видання | 4,4%    | 3,8%    |
| Промислова хімічна продукція | 9,7%    | 8,7%    |
| Продукція, пов'язана з транспортними засобами | 3,5%    | 3,8%    |
| Інше | 18,6%   | 19,2%   |
| Усього підприємств | 113     | 104     |

#### Сфера послуг
| \| Підприємства міста, що працюють у сфері послуг, за діяльністю \| Підприємства міста, що працюють у сфері послуг, за діяльністю \| Підприємства міста, що працюють у сфері послуг, за діяльністю \| \| Рік \| 2002 р. \| 2001 р. \| \| ------------------------------------------------------------- \| ------------------------------------------------------------- \| ------------------------------------------------------------- \| \| Гуртова торгівля \| 8,5% \| 8,5% \| \| Готелі та готельний бізнес \| 13,4% \| 13,1% \| \| Транспорт та зв'язок \| 26,5% \| 26,5% \| \| Посередницькі фінансові послуги \| 2,3% \| 2,1% \| \| Послуги підприємствам \| 7,1% \| 7,9% \| \| Послуги фізичним особам \| 25,9% \| 26,8% \| \| Нерухомість та ін. \| 16,2% \| 14,9% \| \| Усього підприємств \| 351 \| 328 \| |         |         |
| Підприємства міста, що працюють у сфері послуг, за діяльністю |         |         |
| Рік | 2002 р. | 2001 р. |
| Гуртова торгівля | 8,5%    | 8,5%    |
| Готелі та готельний бізнес | 13,4%   | 13,1%   |
| Транспорт та зв'язок | 26,5%   | 26,5%   |
| Посередницькі фінансові послуги | 2,3%    | 2,1%    |
| Послуги підприємствам | 7,1%    | 7,9%    |
| Послуги фізичним особам | 25,9%   | 26,8%   |
| Нерухомість та ін. | 16,2%   | 14,9%   |
| Усього підприємств | 351     | 328     |

## Житловий фонд
У 2001 р. 4,6% усіх родин (домогосподарств) мали житло метражем до 59 м2, 31,4% - від 60 до 89 м2, 28,3% - від 90 до 119 м2 і
35,7% - понад 120 м2.

З усіх будівель у 2001 р. 52,1% було одноповерховими, 35,7% - двоповерховими, 9,6
% - триповерховими, 1,3% - чотириповерховими, 0,8% - п'ятиповерховими, 0,2% - шестиповерховими,
0,1% - семиповерховими, 0,1% - з вісьмома та більше поверхами.

## Автопарк
| \| Автомобілі, зареєстровані у місті, за призначенням \| Автомобілі, зареєстровані у місті, за призначенням \| Автомобілі, зареєстровані у місті, за призначенням \| \| Рік \| 2006 р. \| 2005 р. \| \| -------------------------------------------------- \| -------------------------------------------------- \| -------------------------------------------------- \| \| Приватні автомобілі \| 65,5% \| 66,3% \| \| Мотоцикли \| 13,8% \| 13% \| \| Вантажівки \| 16,4% \| 16,5% \| \| Трактори \| 0,5% \| 0,5% \| \| Автобуси та ін. \| 3,8% \| 3,7% \| \| Усього автомобілів \| 9.845 шт. \| 9.307 шт. \| |           |           |
| Автомобілі, зареєстровані у місті, за призначенням |           |           |
| Рік | 2006 р.   | 2005 р.   |
| Приватні автомобілі | 65,5%     | 66,3%     |
| Мотоцикли | 13,8%     | 13%       |
| Вантажівки | 16,4%     | 16,5%     |
| Трактори | 0,5%      | 0,5%      |
| Автобуси та ін. | 3,8%      | 3,7%      |
| Усього автомобілів | 9.845 шт. | 9.307 шт. |

## Вживання каталанської мови
У 2001 р. каталанську мову у місті розуміли 96,9% усього населення (у 1996 р. - 96,4%), вміли говорити нею 79,9% (у 1996 р. - 
81,7%), вміли читати 79,7% (у 1996 р. - 78%), вміли писати 56,9
% (у 1996 р. - 51,5%). Не розуміли каталанської мови 3,1%.

## Політичні уподобання
У виборах до Парламенту Каталонії у 2006 р. взяло участь 4.736 осіб (у 2003 р. - 4.734 особи). Голоси за політичні сили розподілилися таким чином:
| \| Вибори до Парламенту Каталонії \| Вибори до Парламенту Каталонії \| Вибори до Парламенту Каталонії \| \| Рік \| 2006 р. \| 2003 р. \| \| -------------------------------------- \| ------------------------------ \| ------------------------------ \| \| Конвергенція та Єднання (CiU) \| 35,6% \| 33,8% \| \| Соціалістична партія Каталонії (PSC) \| 22,3% \| 27,9% \| \| Народна партія (PP) \| 8,7% \| 9,8% \| \| Ініціатива за Каталонію — Зелені (ICV) \| 9,8% \| 6,8% \| \| Республіканська лівиця Каталонії (ERC) \| 16,6% \| 20,7% \| \| Громадяни — Громадянська партія (C's) \| 4,2% \| 0% \| \| Інші \| 2,7% \| 1,1% \| |         |         |
| Вибори до Парламенту Каталонії |         |         |
| Рік | 2006 р. | 2003 р. |
| Конвергенція та Єднання (CiU) | 35,6%   | 33,8%   |
| Соціалістична партія Каталонії (PSC) | 22,3%   | 27,9%   |
| Народна партія (PP) | 8,7%    | 9,8%    |
| Ініціатива за Каталонію — Зелені (ICV) | 9,8%    | 6,8%    |
| Республіканська лівиця Каталонії (ERC) | 16,6%   | 20,7%   |
| Громадяни — Громадянська партія (C's) | 4,2%    | 0%      |
| Інші | 2,7%    | 1,1%    |

У муніципальних виборах у 2007 р. взяло участь 4.391 особа (у 2003 р. - 4.544 особи). Голоси за політичні сили розподілилися таким чином:
| \| Муніципальні вибори \| Муніципальні вибори \| Муніципальні вибори \| \| Рік \| 2007 р. \| 2003 р. \| \| -------------------------------------- \| ------------------- \| ------------------- \| \| Конвергенція та Єднання (CiU) \| 22,6% \| 19,6% \| \| Соціалістична партія Каталонії (PSC) \| 28,4% \| 42,1% \| \| Народна партія (PP) \| 5,9% \| 5,8% \| \| Ініціатива за Каталонію — Зелені (ICV) \| 5,9% \| 0% \| \| Республіканська лівиця Каталонії (ERC) \| 22,4% \| 15,4% \| \| Громадяни — Громадянська партія (C's) \| 0% \| 0% \| \| Інші \| 14,7% \| 17,2% \| |         |         |
| Муніципальні вибори |         |         |
| Рік | 2007 р. | 2003 р. |
| Конвергенція та Єднання (CiU) | 22,6%   | 19,6%   |
| Соціалістична партія Каталонії (PSC) | 28,4%   | 42,1%   |
| Народна партія (PP) | 5,9%    | 5,8%    |
| Ініціатива за Каталонію — Зелені (ICV) | 5,9%    | 0%      |
| Республіканська лівиця Каталонії (ERC) | 22,4%   | 15,4%   |
| Громадяни — Громадянська партія (C's) | 0%      | 0%      |
| Інші | 14,7%   | 17,2%   |